# Náboženská svoboda

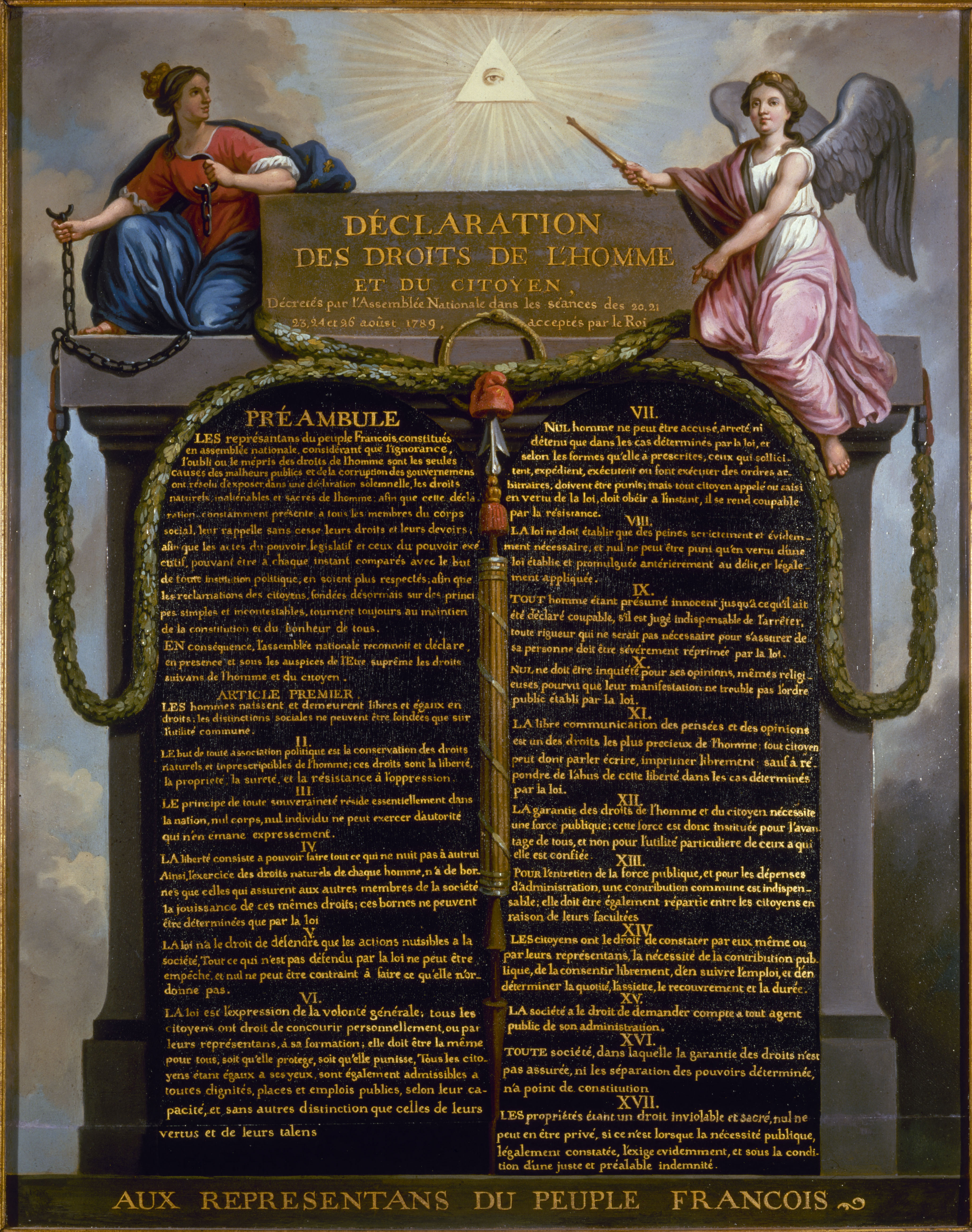
Prohlášení práv člověka a občana ve Francii (1789) garantovalo náboženské svobody, pokud náboženské aktivity nezasahovaly do veřejného pořádku a nezpochybňovaly společenské uspořádání.

Náboženská svoboda neboli svoboda vyznání je princip zajišťující svobodu jednotlivce i skupin v jeho duševní a duchovní sféře, svobodu vyjadřovat a projevovat své náboženské či duchovní přesvědčení a to jak v soukromí, tak veřejně. Svoboda vyznání je jedním ze základních práv člověka. V právních předpisech je obvykle spjata se svobodou svědomí a svobodou myšlení.

## Teoretické vymezení
Nositelem náboženské svobody je každý člověk. Právní řády jednotlivých zemí i mezinárodní smlouvy uznávají právo rodičů usměrňovat své děti ve výběru a praktikování náboženství přiměřeně jejich věku. Přesto někteří, jako je například britský vědec Richard Dawkins, to považují za vymývání mozku či indoktrinaci.
Za subjekty náboženské svobody bývají též pokládány církve a náboženské společnosti.
Tradičně se náboženská svoboda dělí na dvě složky – první je svobodou mít své vnitřní přesvědčení (forum internum) a druhá je svobodou projevit toto své přesvědčení navenek (forum externum). Aspektem vnitřní složky je i právo být bez náboženského přesvědčení. K oblasti vnitřního přesvědčení se váže právo na změnu náboženského vyznání, toto právo na změnu náboženství však není ve všech kulturách uznáváno a představuje jeden z nejkontroverznějších elementů náboženské svobody. Typickými projevy náboženské svobody je například konání bohoslužeb a náboženských shromáždění, zřizování charit a diakonií, výuka náboženství, slavení svátků a náboženských ceremoniálů.
Právo mít vnitřní náboženské přesvědčení musí být chráněno bezpodmínečně a je zásadně neomezitelné. Projev náboženského přesvědčení navenek však může podléhat omezením, které si nezbytně žádá zachování veřejného pořádku a ochrana práv jiných.
Náboženská svoboda úzce souvisí s jinými lidskými právy – zejména se svobodou projevu, svobodou shromažďovací a sdružovací, s právem na respektování soukromí a se zákazem diskriminace.
V roce 2010 Brian Grim a Roger Finke rozvinuli myšlenky Rodneyho Starka a ve své knize The Price of Freedom Denied ukázali, že náboženská svoboda je společenským zdrojem, který je přímo spojen s prosperitou a rozvojem, a že pouze ty společnosti, kde je garantována náboženská svoboda, mohou prosperovat.

## Historie

### Starověk
Ve starověku bylo určité náboženství pevně spjato s určitým národem nebo státním útvarem (teokracie). Náboženství se prosazovalo mocí. Přesto se i v této době lze setkat s příklady náboženské tolerance – např. v osobě perského krále Kýra II. či indického krále Ašóky.[zdroj?]
Křesťanství, které se objevilo v 1. století, zformulovalo jeden ze zásadních předpokladů pro rozvoj idey náboženské svobody, a tím bylo oddělení náboženské sféry jednotlivce od sféry jeho politických závazků vůči státu. Tvrdá pronásledování, kterým museli raní křesťané čelit, je vedla i k formulaci požadavků na náboženskou svobodu jednotlivce a jejich teoretickému zdůvodnění, často s využitím koncepce přirozeného práva. Náboženská svoboda je prohlášena za součást přirozeného práva ve spisech řady starověkých církevních teologů.
V průběhu 4. století se v Římské říši změnilo postavení křesťanství z náboženství státem pronásledovaného na státní náboženství. Tento fakt měl dopad i na teologické myšlení církve a stupňující se netoleranci křesťanských států vůči jiným náboženstvím, ústící do středověkých pronásledování pohanů, židů a kacířů.

### Středověk

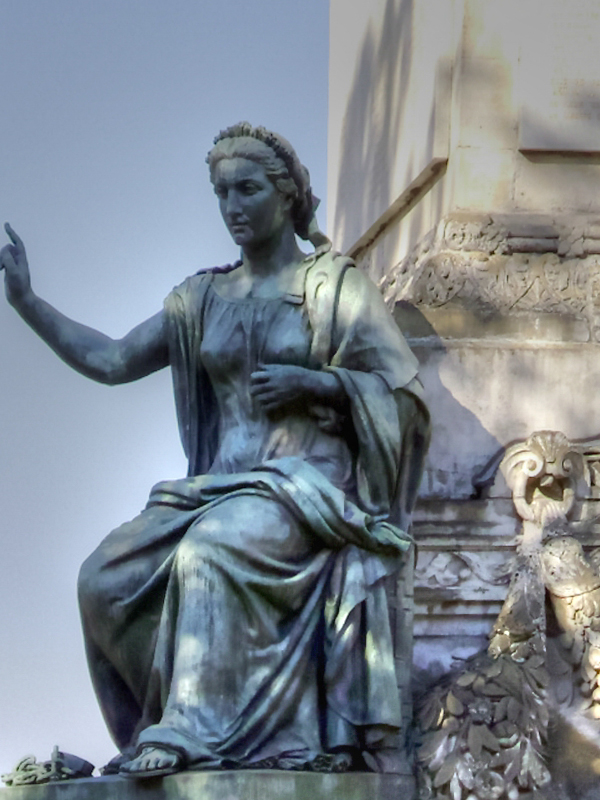
Alegorická socha z 19. století na Kongresovém sloupu v Belgii znázorňující náboženskou svobodu

Většina zemí v Evropě byla ve středověku katolických. Panovnická moc byla silně provázána s církví a spolu s ní zásadně ovlivňovala náboženské klima. Například židé byli střídavě tolerováni či pronásledováni. Roku 1264 byl v Polsku byl schválen Kališský zákon zaručující nebývale rozsáhlé svobody židům. Mezi další výrazné příklady patří naopak vyhnání židů ze Španělska v roce 1492. Někteří z těch, kteří zůstali a konvertovali byli inkvizicí mučeni a souzeni jako kacíři za údajné tajné praktikování judaismu. I přes pronásledování byli židé nejtolerovanější nekatolickou skupinou v Evropě.
V roce 1380 Jan Viklef v Anglii odmítal myšlenku transsubstanciace. Za své názory byl odsouzen papežskou bulou z roku 1410 a veškeré jeho knihy, včetně překladu Bible, byly spáleny.
V roce 1414 byla českému reformátorovi Janu Husovi římským císařem zaručena bezpečnost při jeho koncilu v Kostnici. Hus však nedůvěřoval ve svou bezpečnost a před svým odjezdem sepsal svůj odkaz. Jeho předtucha se naplnila a on byl za své názory 6. července 1415 upálen. Koncil rovněž nařídil exhumaci Viklefových ostatků a jejich exkomunikaci. Toto rozhodnutí bylo vykonáno až v roce 1429.
Po pádu Granady v roce 1492 měla muslimskému obyvatelstvu náboženské svobody zaručit Granadská smlouva. Ta však byla brzy porušena. Již v roce 1501 dostali Granadští muslimové ultimátum konvertovat ke křesťanství nebo emigrovat. Většina z nich konvertovala, ovšem pouze navenek, přičemž se i nadále oblékali a hovořili, jak byli zvyklí a tajně praktikovali islám. Moriskové (Maurové, konvertovavší ke křesťanství, nazývaní též conversos) byli nakonec králem Filipem III. vypovězeni ze Španělska mezi lety 1609 z Kastilie a v roce 1614 ze zbytku království.

### Reformace církve a protestantismus
Stále sílící společenské tendence nakonec na přelomu středověku a novověku vyústily v reformační hnutí v církvi, které bylo zásadním mezníkem ve vývoji filosofického myšlení i politické praxe v oblasti náboženské svobody. Objevení křesťanské svobody v protestantské reformaci a pochopení potřeby náboženské tolerance, vykoupené hořkou dějinnou skutečností, připravilo půdu pro moderní rozvoj lidských práv.
31. října 1517 zveřejnil Martin Luther svých 95 tezí ve Wittenbergu. Jeho hlavním cíle byly vyjádřený ve třech základních dogmatech protestantismu:
- pouze Bible je neomylná
- každý křesťan ji může interpretovat
- lidská provinění jsou natolik závažná, že ke spasení nemůže vést žádný čin, pouze Boží milost.

Luther usiloval o zastavení prodeje odpustků a o vnitřní reformaci církve. V roce 1521 mu bylo umožněno odvolat své požadavky na sněmu ve Wormsu před císařem Karlem V., což však Luther odmítl, načež byl prohlášen za kacíře. Částečně kvůli ochraně jej kurfiřt Bedřich III. nechal izolovat na hradě Wartburgu, kde Luther přeložil Nový zákon do němčiny. V roce 1521 byl exkomunikován papežskou bulou.
Nicméně hnutí i poté pokračovalo i v jeho nepřítomnosti a rozšířilo se do Švýcar. V Curychu hlásal v letech 1520 až 1523 reformu kazatel Huldrych Zwingli. Stavěl se proti prodeji odpustků, celibátu, poutnictví, uctívání obrazů, soch, relikvií, oltářů a varhan, což nakonec vyvrcholilo otevřeným bojem mezi protestantskými a katolickými kantony. V bitvě roku 1531 zvítězili katolíci a Zwingli byl zabit. Katolické kantony však byly ve svém vítězství velkorysé.
K významným teoretikům náboženské svobody raného novověku patří také novokřtěnec Balthasar Hubmaier († 1528) či reformovaný teolog Sebastian Castellio († 1563). Z reformační teologie čerpali teoretikové náboženské svobody zejména v Severní Americe. K nejvýznamnějším z nich patří Roger Williams († 1683), který patří k zakladatelům amerického modelu odluky státu a církve.
V Německu představil Filip Melanchthon svou vizi v roce 1530 císaři Karlovi V., jenž roku 1555 schválil tolerování luteránství ve Svatá říše římská prostřednictvím Aušpurského smíru. Podle pravidla Cuius regio, eius religio, měl každý panovník pravomoc určit si náboženství ve své zemi. To ovšem nutně neznamenalo, že zde panovala náboženská tolerance. Občané jiných vyznání se mohli přestěhovat do přívětivějších zemí.
Odpor vůči papežské moci se nadále šířil Evropou. V roce 1533 byl exkomunikován anglický král Jindřich VIII. kvůli svému rozvodu a novému sňatku s Annou Boleynovou. Jindřich proto ustanovil státní církev s biskupy dosazovanými panovníkem, což se ovšem neobešlo bez vnitřní opozice. Za odpor proti Jindřichovi byl v roce 1535 popraven tehdejší nejvyšší kancléř katolík Tomáš More, který předtím tvrdě potíral protestanty.
V roce 1535 se švýcarský kanton Ženeva stal protestantským a o rok později obyvatelé Bernu vnutili reformaci v kantonu Vaud násilím. Vyplenili katedrálu v Lausanne a zničili veškerý mobiliář a výzdobu. Jan Kalvín, působící v Ženevě byl roku 1538 z města vypuzen, avšak v roce 1540 byl povolán zpět.

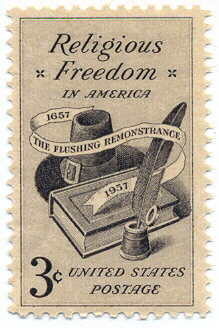
Americká poštovní známka připomínající náboženské svobody a Flushinský protest

Podobné střídání nálad mezi protestanty a katolíky se odehrávalo i v Anglii, když královna Marie I. v roce 1553 zemi na krátkou dobu vrátila zpět k Římu a protestanti byli pronásledováni. Její nevlastní sestra Alžběta I. však v roce 1558 obnovila anglikánskou církev, tentokrát již natrvalo a pronásledováni byli naopak katolíci.
Ačkoli ve Francii byl roku 1570 vyjednáno příměří mezi protestanty a katolíky saintgermainským smírem, pronásledování pokračovalo i nadále, čehož nejznámějším příkladem je masakr známý jako Bartolomějská noc z 24. srpna 1572, při němž byly zabity tisíce protestantů po celé Francii. O několik let dříve, při "Micheladě" v Nîmes v roce 1567, protestanti povraždili místní katolické duchovní.

### První kroky směrem ktoleranci
Pro Sicilské království na panování normanského krále Rogera II. byla typická svou multietnicitou a náboženskou tolerancí. Vedle sebe zde pokojně žili Normané, Židé, muslimští Arabové, byzantští Řekové, Lombarďané i domácí Sicilané. Římskoněmecký Císař Bedřich II. Štaufský (1215–1250), vnuk Rogera II., místo vyhlazení sicilských muslimů zvolil možnost jejich usazení na pevnině, kde si směli vystavět mešity. Kromě toho je směli narukovat do jeho křesťanské armády a někteří byli dokonce jeho osobními strážci.
Mimořádné náboženské svobodě se v letech 1436 až 1520 těšilo obyvatelstvo zemí Koruny české a v této době bylo jedním z nejliberálnějších zemí křesťanského světa. Tzv. Basilejská kompaktáta z roku 1436 zaručovala svobodu vyznání a smír mezi katolíky a utrakvisty. Svého vrcholu pak dosáhlo uznání náboženské svobody v Rudolfově majestátu pro Čechy a Slezsko z roku 1609, v němž císař Rudolf II. potvrdil náboženské svobody v Českém království. Nábožensky tolerantní bylo v té době i Polsko, kde roku 1573 sněm ve Varšavě zaručil bezpodmínečný a trvalý smír mezi náboženstvími a zákaz diskriminace z důvodu náboženského přesvědčení.
Situace v zemích Koruny české se dramaticky změnila po porážce českých stavů v bitvě na Bílé hoře, po níž pak následovala třicetiletá válka. Svoboda vyznání v těchto zemích přestala existovat a výsadní ideový monopol získala katolická církev. Císař Ferdinand II., oddaný katolík, trval na konverzi rakouských a českých protestantů a zahájil bezohlednou rekatolizaci na jím ovládaném území. Různými dekrety a mandáty byli až do roku 1781 protestanti vypovídáni ze země, pomocí donucovacích metod i „dobrovolně“ přestupovali ke katolictví či uprchli.

### Období osvícenství
Na evropském kontinentě dostala idea náboženské tolerance a svobody nový impuls v souvislosti s rozvojem přirozenoprávní filozofie a osvícenství. Osvícenské myšlení mělo vliv na ukončení období náboženské perzekuce i na území Habsburské monarchie vydáním tolerančního patentu císaře Josefa II. v roce 1781, plná náboženská svoboda v rakouské monarchii pak byla proklamována v roce 1848.
Ačkoli od 50. let 16. století ve Francii proběhlo mnoho pokusů o smíření mezi katolíky a protestanty, neměly obvykle dlouhého trvání. Po vítězství Jindřicha IV., jenž konvertoval k protestantismu, a jeho nástupu na trůn, byla vyhlášena náboženská tolerance v ediktu z Nantes z roku 1598. Ten zůstal v platnosti až do roku 1685, kdy ho zrušil král Ludvík XIV. Přestože náboženská intolerance byla normou až do doby panování Ludvíka XVI., myšlenkové postoje osvícenství měly určující vliv na schválení tolerančního ediktu z Versailles, zaručujícího civilní práva také protestantům, přijetí ústavy (24. prosince 1789) a formulaci Prohlášení práv člověka a občana z roku 1789. Francouzská revoluce následně přinesla změny včetně zrušení státního náboženství a Deklarace práv člověka a občana (1789) zaručujících svobodu vyznání, pokud náboženská činnost nenarušuje společenský pořádek.
Ve 20. století byla náboženská svoboda celosvětově proklamována v čl. 18 Všeobecné deklarace lidských práv (1948). Roku 1965 se k ideji náboženské svobody přihlásila i katolická církev na II. vatikánském koncilu – učinila tak v koncilní deklaraci Dignitatis humanae.

## Právní zakotvení
Soubor právních předpisů upravujících náboženskou svobodu a postavení církví a náboženských společností tvoří právní odvětví, které se nazývá konfesní právo (státní právo církevní).

### Zakotvení v právu České republiky
Na ústavní rovině je náboženská svoboda chráněna ustanovením čl. 15 a čl. 16 Listiny základních práv a svobod.
Uvedené články stanoví:
Čl. 15 (1) Svoboda myšlení, svědomí a náboženského vyznání je zaručena. Každý má právo změnit své náboženství nebo víru anebo být bez náboženského vyznání. (2) Svoboda vědeckého bádání a umělecké tvorby je zaručena. (3) Nikdo nemůže být nucen vykonávat vojenskou službu, pokud je to v rozporu s jeho svědomím nebo s jeho náboženským vyznáním. Podrobnosti stanoví zákon.
Čl. 16 (1) Každý má právo svobodně projevovat své náboženství nebo víru buď sám nebo společně s jinými, soukromě nebo veřejně, bohoslužbou, vyučováním, náboženskými úkony nebo zachováváním obřadu. (2) Církve a náboženské společnosti spravují své záležitosti, zejména ustavují své orgány, ustanovují své duchovní a zřizují řeholní a jiné církevní instituce nezávisle na státních orgánech. (3) Zákon stanoví podmínky vyučování náboženství na státních školách. (4) Výkon těchto práv může být omezen zákonem, jde-li o opatření v demokratické společnosti nezbytná pro ochranu veřejné bezpečnosti a pořádku, zdraví a mravnosti nebo práv a svobod druhých.
Ustanovení Listiny provádějí zákony, zejména zákon č. 3/2002 Sb., o svobodě náboženského vyznání a postavení církví a náboženských společností a o změně některých zákonů. § 2 uvedeného zákona stanoví:
(1) Svoboda myšlení, svědomí a náboženského vyznání je zaručena. Každý má právo svobodně projevovat své náboženství nebo víru buď sám nebo společně s jinými, soukromě nebo veřejně, bohoslužbou, vyučováním, náboženskými úkony nebo zachováváním obřadu. Každý má právo změnit své náboženství nebo víru anebo být bez náboženského vyznání.
(2) Právo nezletilých dětí na svobodu náboženského vyznání nebo být bez vyznání je zaručeno. Zákonní zástupci nezletilých dětí mohou výkon tohoto práva usměrňovat způsobem odpovídajícím rozvíjejícím se schopnostem nezletilých dětí.
(3) Nikdo nesmí být nucen ke vstupu do církve a náboženské společnosti ani k vystoupení z ní, k účasti nebo neúčasti na náboženských úkonech či úkonech církve a náboženské společnosti.
(4) Každý má právo volit si duchovní nebo řeholní stav a rozhodovat se pro život v komunitách, řádech a podobných společenstvích.
(5) Nikdo nesmí být omezen na svých právech proto, že se hlásí k církvi a náboženské společnosti, že se účastní její činnosti nebo že ji podporuje, anebo je bez vyznání.

### Zakotvení v mezinárodním právu
V klasickém mezinárodním právu byly zakotveny jen dílčí aspekty náboženské svobody, jako např. ochrana určitých náboženských skupin při přechodu části území pod svrchovanost jiného státu.
V moderním mezinárodním právu byla náboženská svoboda vyjádřena ve Všeobecné deklaraci lidských práv (1948) takto: Každý má právo na svobodu myšlení, svědomí a náboženství; toto právo zahrnuje i svobodu změnit své náboženství nebo víru, jakož i svobodu projevovat své náboženství nebo víru sám nebo společně s jinými, ať veřejně nebo soukromě, vyučováním, prováděním náboženských úkonů, bohoslužbou nebo výkonem obřadů. Tato formulace se následně stala východiskem pro řadu mezinárodních smluv a deklarací.
Na úrovni celosvětové (v rámci OSN) nebyla dosud přijata úmluva věnovaná výlučně náboženské svobodě; náboženská svoboda je však zakotvena v řadě univerzálních mezinárodních smluv – např. v čl. 2 Úmluvy o zabránění a trestání zločinu genocidia (1948), v Úmluvě č. 111 Mezinárodní organizace práce o diskriminaci (zaměstnání a povolání) (1958), v čl. 18 Mezinárodního paktu o občanských a politických právech (1966), v čl. 14 a 30 Úmluvy o právech dítěte (1989).
V rámci OSN je věnována speciálně náboženské svobodě Deklarace o odstranění všech forem nesnášenlivosti a diskriminace založených na náboženství či víře z roku 1981, která však není právně závazná.
V rámci regionálních mezinárodních smluv o lidských právech je náboženská svoboda chráněna např. v čl. 9 Evropské úmluvy o ochraně lidských práv a základních svobod (1950), v čl. 12 Americké úmluvy o lidských právech (1969) a v čl. 8 Africké charty práv člověka a národů (1981).
Náboženská svoboda bývá předmětem i dvoustranných mezinárodních smluv, zejména konkordátů.
Přesto se opomíjí právo nevěřit. Teprve až roku 1993 byl od OSN oficiálně vydán výklad, že náboženská svoboda se týká i nevěřících a že Mezinárodní pakt o občanských a politických právech chrání i ateisty.

## Individuální náboženská svoboda
Do sféry individuální náboženské svobody patří podle Listiny základních práv a svobod právo na svobodu svědomí, náboženského vyznání, právo na změnu vyznání a právo svobodně projevovat své náboženství či víru. Vedle těchto práv garantovaných normami ústavního práva uvádí zákon ještě další dvě práva, která jsou z ústavních práv odvozena. Těmi jsou: právo na svobodný vstup do církve a vystoupení z ní a právo na svobodnou volbu duchovního nebo řeholního stavu. (§ 2 odst. 3 a 4 zákona č. 3/2002 Sb.)
Realizace práva na svobodný vstup do církve a vystoupení z ní se dostává do sporu s jednáním některých náboženských společností, které mají charakter sekty. Ty totiž často neumožňují člověku, který do nich vstoupil, z nich opět svobodně vystoupit. K tomu, aby člena udržely uvnitř společenství, využívají manipulaci, psychický nátlak nebo zastrašování, a tak se v demokratických státech mnohdy dostávají do rozporu se zákonem. Rozdílná je situace katolické církve, která na základě chápání křtu jako neodvolatelného aktu považuje každého svého i bývalého člena za katolíka, zároveň však umožňuje, aby z ní kdokoli formálním úkonem vystoupil. Je zde tedy odlišena rovina svátostná, jíž je myšlena trvalá platnost křtu, a dále rovina právní, která značí vystoupení z církve jako instituce.

## Náboženská svoboda a islám
Západní, resp. univerzální pojetí náboženské svobody představuje oblast, kde jsou patrné nejvýraznější odchylky od islámských lidskoprávních teorií. Je tomu tak zejména ze dvou následujících důvodů:
- v islámu je pouze islám náboženstvím lidské přirozenosti (dín al-fitra); přirozeným stavem člověka je být muslimem,[14]
- islám nezná odluku státu a náboženské společnosti; je mu cizí sekularismus.[15]

Výše uvedené skutečnosti vedou k tomu, že odpadnutí od islámu je nejen jedním z největších hříchů, ale též i trestných činů.

## Kontroverzní aspekty
Mezi kontroverzní aspekty náboženské svobody lze zařadit například proselytismus, zahalování žen, odpadlictví od víry nebo rouhání.

### Zahalování žen
Zahalování žen se týká především islámského světa. O odívání muslimů se můžeme dočíst ve 24. a 33. kapitole Koránu. Kapitoly se zde nejprve obrací na věřící muže a poté na věřící ženy a vyzývají je, aby "cudně klopili zrak a střežili svá pohlaví". Ženy jsou navíc vyzývány, aby "nedávaly na odiv své ozdoby kromě těch, jež jsou viditelné." Už od středověku se vykladači Koránu snažili popsat, co přesně znamená sousloví "kromě těch, jež jsou viditelné". Je to poměrně nejasné a nejednoznačné vyjádření a tato nejasnost umožňuje, aby se jeho výklad v čase měnil a lišil se v různých dobách. V Koránu se dále dočítáme o blízkých mužských příbuzných, v jejichž přítomnosti nemusí žena pokrývku hlavy nosit. Jedná se manžela, otce, tchána a další blízké příbuzné muže, kteří jsou příbuzní pokrevně či skrze manželský svazek. Korán nabádá především k tomu, aby byli muži i ženy cudní. Žena má mít zahalenou hlavu a prsa.
Ve společnosti žen si mohou ostatní ženy sundat své pokrývky hlavy. Některým ženám ale takové obnažení není příjemné a pokrývku hlavy nosí i v přítomnosti žen. Když by si žena šátek sundala, mohla by se cítit nepatřičně, mohl by u ní převládat pocit, že jí někdo cizí kouká do duše, bude o ní všechno vědět, bude vystavená vnějším vlivům, bude s někým konfrontovaná, bude se muset pro něco rozhodnout, reagovat. Někdy tedy může být jednodušší nevystavovat se před nikým, neukazovat nikomu vlastní tvář. Pro mnohé ženy je nošení pokrývky hlavy zvyk, díky kterému se cítí bezpečněji, lépe. Některé ženy zakrývají svou identitu rády. "Konstatování, že za zahalováním ženské tváře stojí pouze vliv mužů v rodině dané ženy je proto jen část pravdy. Dnes se mnozí arabští muži k zahalování své ženy staví dosti benevolentně."

#### Zákaz zahalování obličeje ve Francii (tzv. zákaz nošení burky)
V roce 2010 odhlasoval francouzský parlament zákon, který zakazuje nošení oděvů, které zakrývají obličej. Jednalo se tedy o židovskou jarmulku, muslimský šátek, ale i křesťanský křížek (oděvy předepsané právním předpisem jako motocyklistická přilba nebo ospravedlněné zdravotními či profesními důvody byly vyjmuty, stejně tak přestrojení při karnevalech, slavnostech, průvodech či představeních). Za porušení tohoto nařízení je možné udělit pokutu ve výši 150 eur. 
Muslimka žijící ve Francii napadla tento zákon, neboť na jeho základě nemohla na veřejnosti nosit burku nebo nikáb, což považovala za zásah do náboženské svobody. Ona sama uvedla, že není nikým nucena pokrývku hlavy nosit, jedná se čistě o její svobodné rozhodnutí a nemá problém s tím, že by měla sundat šátek například při letištní kontrole či při jiné identifikaci. Dle jejího názoru nebylo třeba tento zákaz vydávat, neboť nebyl nezbytný k dosažení žádného legitimního cíle. "Evropský soud pro lidská práva však v blanketním zákazu zahalování na veřejnosti porušení Evropské úmluvy o lidských právech neshledal. Svůj závěr opřel o to, že Francie při uzákonění zákazu sledovala cíl dosažení lepšího vzájemného soužití mezi obyvateli republiky." 
Francouzští zákonodárci se rozhodli zakázat zahalování tváře na veřejnosti v důsledku společenských debat na téma islámu a imigrace. Skrze tento zákon se zákonodárci snažili ukázat, že ochraňují tradiční francouzské hodnoty. Evropský soud pro lidská práva dospěl k závěru, že zákaz zahalování obličeje omezuje náboženskou svobodu dané ženy a její právo na soukromí. Soud dále odmítl zdůvodnění francouzské vlády, která argumentovala veřejnou bezpečností. Francouzská vláda totiž nepodala důkaz o bezpečnostním ohrožení tak vysokém, aby musela tímto způsobem zasáhnout do práv muslimů. "Francouzská vláda opřela svou obhajobu zákazu o dva důvody: jednak o veřejnou bezpečnost vyžadující identifikaci jednotlivců a dále o ochranu práv a svobod jiných osob zajištěním respektu k minimu hodnot otevřené a demokratické společnosti. Mezi tyto hodnoty podle francouzské vlády patří princip „vzájemného soužití“ ve společnosti (le vivre ensemble), rovnost pohlaví a lidská důstojnost."  
Podle francouzských zákonodárců je zahalování obličeje projevem nezdvořilosti, negace a odmítnutí druhého člověka. Soud ale odmítl zdůvodnění zákazu veřejnou bezpečností i argument rovnosti pohlaví. Podle soudu je třeba, aby i lidi, kteří se zahalují, ostatní vnímali jako součást pluralismu a multikulturality, která je v demokratické společnosti přítomná. "Evropský soud pro lidská práva totiž uznal, že pod ochranu práv a svobod jiných (jeden z legitimních důvodů omezení svobody náboženského projevu dle čl. 9 odst. 2 EÚLP) je možné podřadit také „respekt k minimálním požadavkům na život ve společnosti“. Když se následně zabýval otázkou, zda byl zákaz zahalování na veřejnosti přiměřený cíli zajištění lepšího či jednoduššího vzájemného soužití, dospěl k závěru, že zákaz nepřiměřený nebyl". 
Vzájemné soužití je samozřejmě důležité, ale tento pojem je zároveň dosti neurčitý a široký. Je nutné rozlišit požadavky vzájemného soužití od důvodů omezujících náboženskou svobodu a práva. Při zavedení do extrému by tyto argumenty mohly vést k možnosti vystěhování nějaké menšiny z toho důvodu, že působí komplikace pro většinovou společnost, a proto by bylo lepší, kdyby se s menšinovou společností nemusela většinová společnost vůbec potkávat. "Zavedení tohoto  pojmu do judikatury Evropského soudu pro lidská práva proto představuje značné riziko pro rozsah náboženské svobody v zemích Rady Evropy, neboť se ho lehce mohou dovolávat vlády potlačující náboženskou praxi nepohodlných náboženských menšin".
Výzkumy ukázaly, že tento zákaz přispěl k tomu, že se začalo zahalovat více muslimek a navíc omezily svůj pobyt ve veřejných prostorech ať už z důvodu strachu z majoritní společnosti, nebo i ze strachu z pokut ze strany státu.

### Omezení náboženské svobody z důvodu zachování zdraví
Podle Rady Evropy "Svoboda projevovat náboženské vyznání a přesvědčení může podléhat jen omezením, která jsou stanovena zákony a která jsou nezbytná v demokratické společnosti v zájmu veřejné bezpečnosti, ochrany veřejného pořádku, zdraví nebo morálky nebo ochrany práv a svobod jiných", přesto je tento aspekt jeden z nejkontroverznějších.

#### Transfuze krve u Svědků Jehovových
Odmítání krevní transfuze u Svědků Jehovových pochází z chápání Bible. Z tohoto důvodu členové zpravidla odmítají krevní transfuzi, přestože je jejich život v ohrožení. Přestože je možné nahrazovat krevní transfuzi jinými léčebnými prostředky, nelze tyto prostředky využít vždy a je potřeba respektovat rozhodnutí věřícího U dětských pacientů ovšem při opakovaném odmítaní léčby zasahuje právní systém až odebráním dítěte

## Porušování náboženské svobody
V mnohých zemích existuje státní náboženství; podle toho se řídí státní správa a život v celé společnosti. Přesto stoupenci jiných náboženství nebývají, pokud v zemi panuje náboženská svoboda a systém je demokratický, nijak znevýhodňováni. Jsou však některé země (Čína, Severní Korea a do začátku 90. let i státy tzv. Východního bloku), jejichž ústava je definuje jako oficiálně ateistické a z různých důvodů zde dochází proto k potlačování svobod vyznávání některých, či někdy i všech, náboženství.
Náboženská svoboda nebývá zajištěna v zemích, kde existuje silná a velmi vlivná náboženská skupina, konzervativně smýšlející (Írán, Saúdská Arábie), nebo kde vládne přísně ateistický režim (tedy země socialistické zmíněné výše). Frankistické Španělsko bylo striktně katolické a potlačovalo stoupence jiných náboženství.
Dle Zprávy o náboženské svobodě, vypracována v roce 2021 mezinárodní katolickou charitou a papežskou nadací Církev v nouzi, se porušuje náboženská svoboda ve třetině všech zemí světa. Tato zpráva byla představena v Římě a v dalších městech, poukazuje na to, že náboženská svoboda nebyla v letech 2018 až 2020 respektována v 62 ze 196 zemí světa, což tedy činí 31,6 %. Zpráva se zabývá například africkými zeměmi, jako je Burkina Faso, Kamerun, Komory, Čad, Konžská demokratická republika, Mosambik a Mali, a asijskými zeměmi, jako je Malajsie a Srí Lanka. Problémem v afrických zemích je radikalizace afrického kontinentu, jedná se o subsaharskou a východní Afriku, tam se rozšiřují džihádistické skupiny. Kromě aktivnímu pronásledování, zde probíhá také masové vraždění. 

## Právní rámec v České republice
V České republice je náboženská svoboda zaručena Listinou základních práv a svobod, zejména v článcích 15 a 16. Každý má právo na svobodu myšlení, svědomí a náboženství, včetně práva změnit náboženské vyznání nebo víru a svobody projevovat je navenek.
Další právní rámec poskytuje zákon č. 3/2002 Sb., který upravuje podmínky registrace církví a náboženských společností, výkon bohoslužeb, výuku náboženství a další práva a povinnosti.

## Mezinárodní kontext
Náboženská svoboda je chráněna také v mezinárodních dokumentech, například ve Všeobecné deklaraci lidských práv (čl. 18) a v Mezinárodním paktu o občanských a politických právech (čl. 18).

## Postoj katolické církve
Katolická církev považuje náboženskou svobodu za přirozené právo člověka. Druhý vatikánský koncil se tomuto tématu věnoval v deklaraci Dignitatis Humanae, kde se praví, že „náboženská svoboda spočívá v tom, že všichni lidé mají být osvobozeni od nátlaku ze strany jednotlivců, společenských skupin i jakékoli lidské moci, aby nikdo nebyl nucen jednat proti svému svědomí“.

## Současné výzvy
Navzdory deklaracím a právním zárukám je náboženská svoboda v mnoha zemích omezována. Podle zpráv organizací jako Open Doors či Pew Research Center čelí náboženské menšiny pronásledování, diskriminaci a sociálnímu tlaku. V některých státech jsou postihováni konvertité nebo jsou omezeny veřejné projevy víry.